# Okręg wyborczy Bradfield
Okręg wyborczy Bradfield (ang. Division of Bradfield) – jednomandatowy okręg wyborczy do Izby Reprezentantów Australii, położony w północnej części Sydney. Powstał w 1949 roku, jego patronem jest John Bradfield, projektant m.in. Sydney Harbour Bridge. Okręg jest absolutnym bastionem Liberalnej Partii Australii, która ani razu nie przegrała w nim wyborów. 

## Lista posłów
| okres urzędowania | poseł          | przynależność              |
| ----------------- | -------------- | -------------------------- |
| 1949-1952         | Billy Hughes   | Liberalna Partia Australii |
| 1952-1974         | Harry Turner   | Liberalna Partia Australii |
| 1974-1996         | David Conolly  | Liberalna Partia Australii |
| 1996-2009         | Brendan Nelson | Liberalna Partia Australii |
| od 2009           | Paul Fletcher  | Liberalna Partia Australii |

źródło: 

## Dawne granice

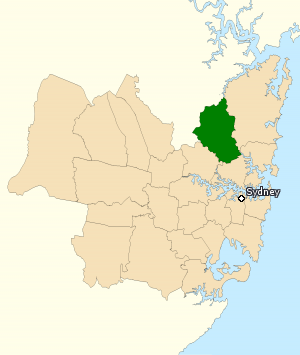
Okręg w granicach z 2010 roku